# Histoire des Hospices civils de Lyon

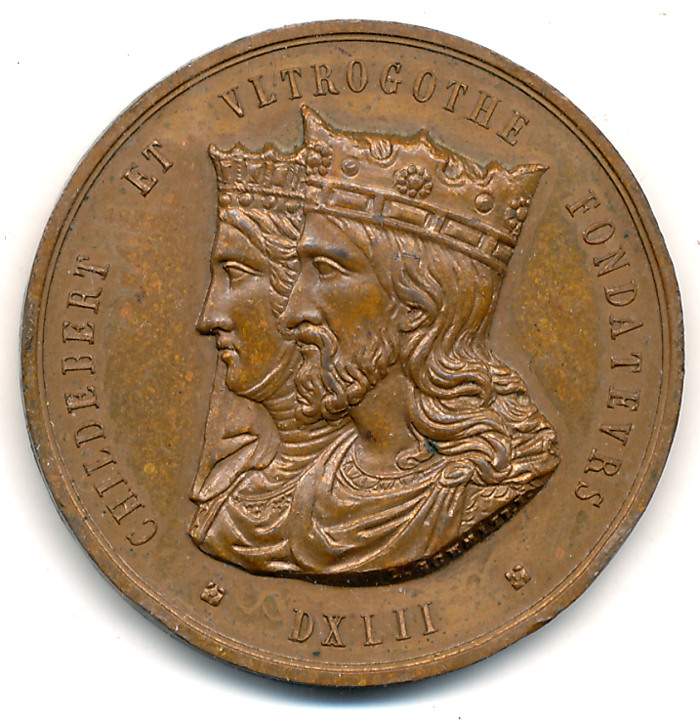
Médaille du Conseil général d'administration des hôpitaux civils de Lyon, qui rappelle leur supposée fondation en 542 par le roi Childebert 1e et la reine Ultrogothe.

L'histoire des Hospices civils de Lyon est le récit de cette institution née en 1802 et jusqu'à nos jours.
Les Hospices civils de Lyon sont officiellement fondés le 18 janvier 1802 par la réunion de deux hôpitaux : l’Hôtel-Dieu aujourd'hui réaffecté, et l’hôpital de la Charité, disparu (détruit en 1934).

## Etablissements de santé lyonnais avant les Hospices civils de Lyon

### Tradition légendaire d'une fondation au Haut Moyen Âge
Une tradition prétend que l’Hôtel-Dieu est fondé en 542 par le roi Childebert Ier et la reine Ultrogothe. De fait, le quinzième canon du cinquième concile d'Orléans en 549 confirme cette création par le mérovingien d'un hôpital à Lyon. Mais il est aussi prétendu qu'il s'agit de l'Hôtel Saint-Eloi, sur les bords de la Saône … 
Cette légende est née sous la plume de l'historien Claude de Rubys dans son Histoire véritable de la ville de Lyon de 1604. On retrouve mention de cette histoire jusqu'au XXe siècle.

### Fondation
En réalité, l’Hôtel-Dieu primitif pourrait remonter au XIIe siècle lorsque les frères Pontife entreprennent vers 1184 la construction d’un pont sur le Rhône et annexent un petit hôpital pour recevoir les voyageurs pauvres ou malades. De l’ancien Hôtel-Dieu de Notre-Dame de pitié du Pont du Rhône où François Rabelais exerce ses fonctions de médecin de 1532 à 1534, il ne reste plus rien. L’Hôtel-Dieu actuel est construit en deux étapes au cours des 17e et 18e siècles.
L’hôpital de la Charité a pour origine l’Aumône générale, institution de bienfaisance fondée en 1533 par de riches donateurs à la suite d’une famine persistante. En 1633, on élève un vaste édifice destiné aux déshérités, enfants orphelins et indigents, complété par une église. Ces bâtiments prennent le nom d’hôpital de la Charité-Aumône générale. En 1783, par décision royale, l’hôpital reçoit de l’Hôtel-Dieu l’œuvre des enfants abandonnés, ainsi que celle des filles enceintes. Le nombre de vieillards dans l’hospice est limité. L’hôpital prend le nom d’Hôpital général de la Charité-Aumône générale-Œuvre des enfants trouvés. La spécialisation médico-chirurgicale de cet hôpital se fait spontanément en faveur des femmes et des enfants, avec le développement de trois grandes spécialités médicales : la gynécologie, l’obstétrique et la pédiatrie. En 1802, au moment de la création des Hospices civils de Lyon, l’hôpital de la Charité devient l’hospice de la Charité.

## Création des Hospices civils de Lyon: 1796 et 1802
Les Hospices civils de Lyon naissent des décombres de deux institutions arrivées à l'époque révolutionnaire en mauvais état institutionnel et financier. L'hôpital de la Charité et l'Hôtel-Dieu voient leurs biens confisqués par les autorités révolutionnaires et finalement réunis en 1796 dans une structure nommée les Hospices civils de Lyon. Cette première naissance est suivie d'une refondation plus solide et définitive en 1802. 

### Union des établissements de santé lyonnais et première fondation des Hospices civils de Lyon
Les deux principaux établissements de soin lyonnais abordent la Révolution française dans un état financier catastrophique. Les crédits de fonctionnement ne couvrent pas les dépenses nécessaires de manière chronique et la rivalité entre les deux institutions interdit toute solution commune. La situation devient très vite intolérable en 1791 lorsque les octrois municipaux sont supprimés, et des impôts nouveaux sur les biens immobiliers créés. La population assistée ayant augmenté, les recteurs de l'hôpital de l'Hôtel-Dieu comme de celui de la Charité démissionnent alors collectivement, en 1791 et 1792, estimant ne plus pouvoir remplir leur mission. La municipalité nomme alors en catastrophe un bureau d'administrateurs pour les suppléer. 

Le conflit entre la municipalité et la Convention nationale cause de nombreux dégâts, notamment incendiaires, à l'Hôtel-Dieu. L'extrême pauvreté submerge les deux hôpitaux et la situation sanitaire en leur sein devient dramatique. Pour revenir à un fonctionnement normal, la municipalité décide de fusionner les deux établissements. Complexe, cette fusion met plusieurs années à se concrétiser, avec une première étape en 1796. Par la loi du 16 vendémiaire an V, les biens des deux institutions qui avaient été confisqués sont rendus et une administration commune est créée. Réellement active à partir du 28 ventôse an V, elle préside à la nouvelle institution baptisée "Hospices civils de Lyon".

Documents illustrant les difficultés et les échanges de l’administration des Hospices durant la Révolution française
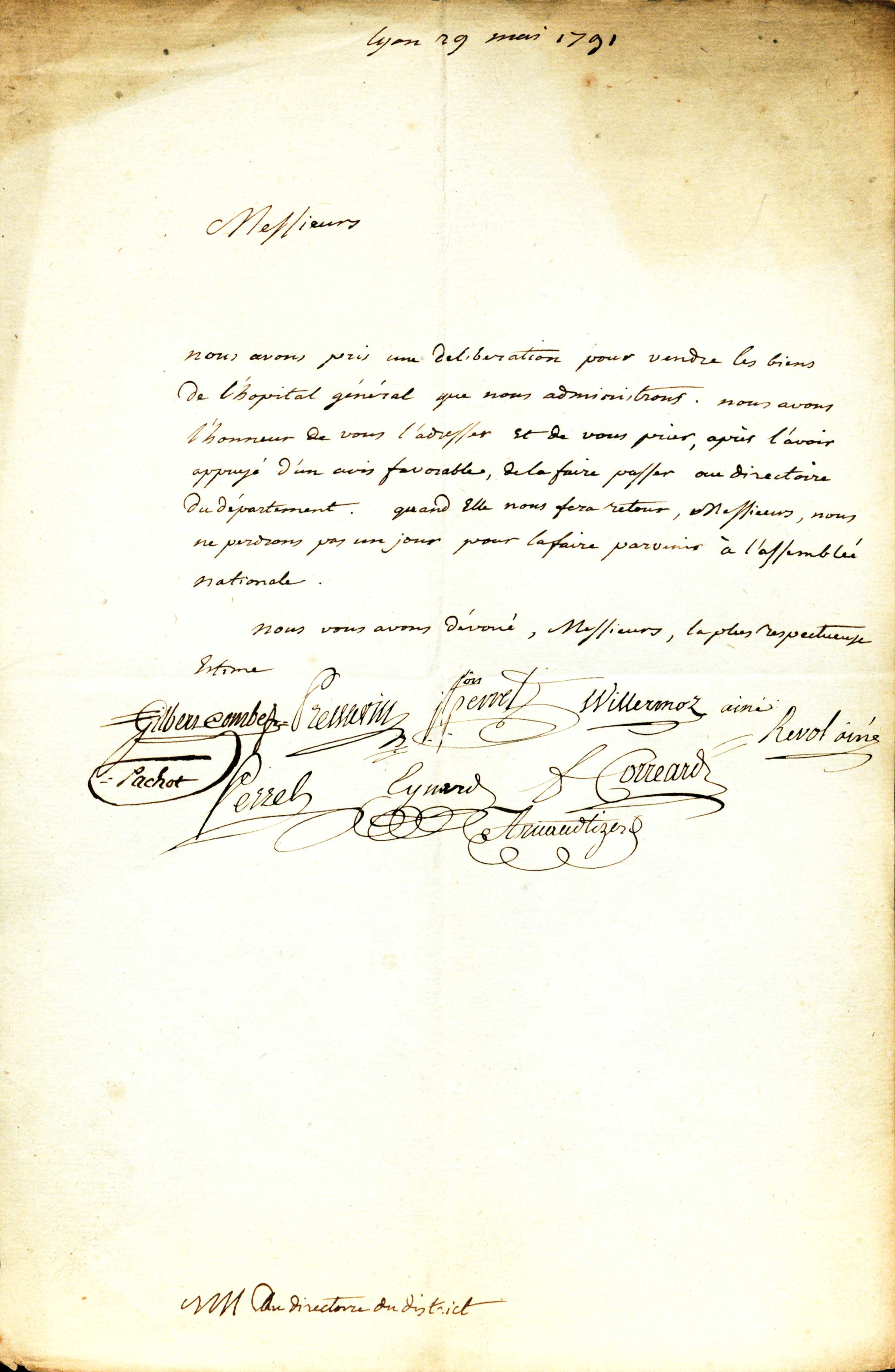
Motion des administrateurs de l'Hôpital général de Lyon, 29 mai 1791
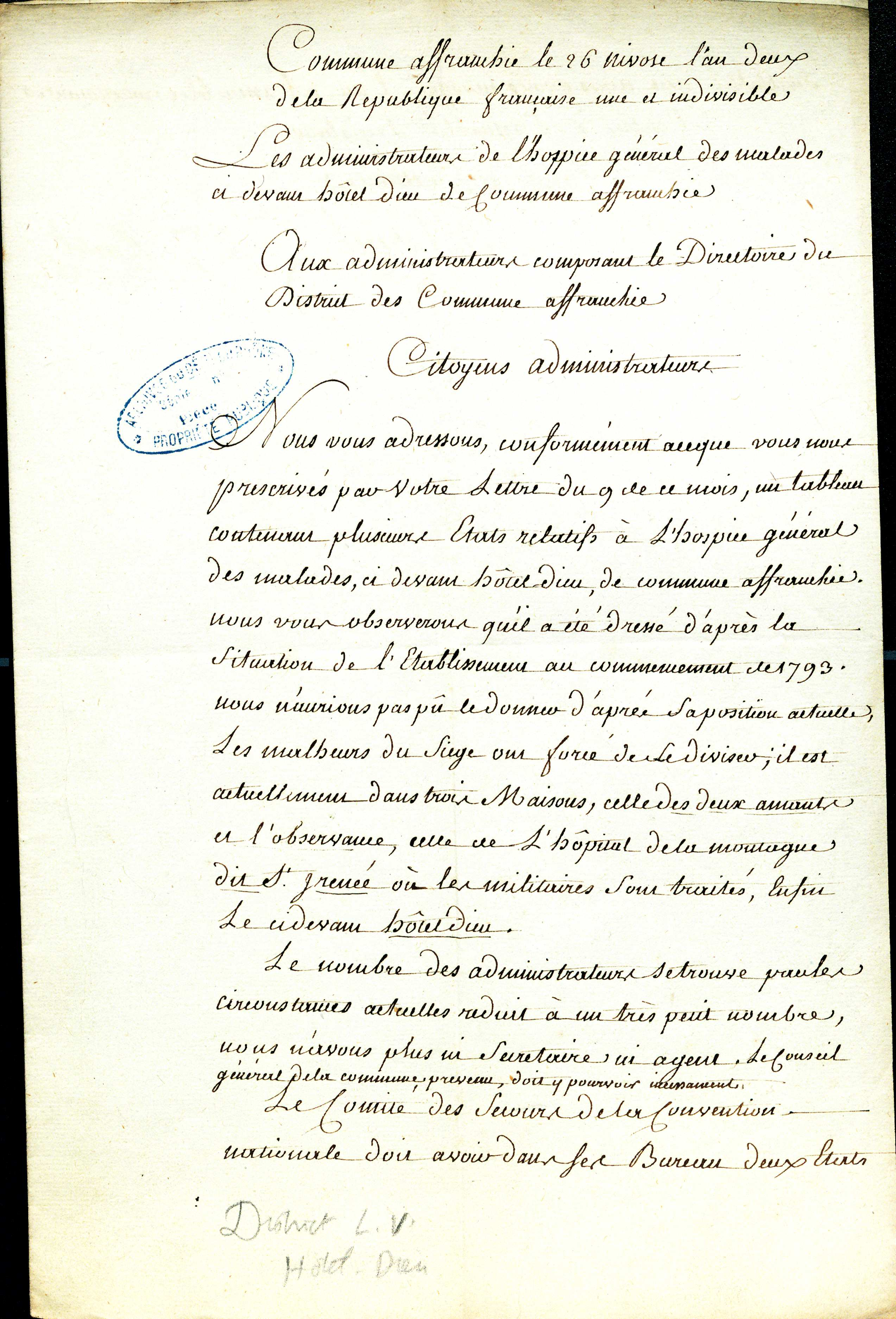
Lettre sur la situation de l'Hôpital général de Lyon, 15 janvier 1794
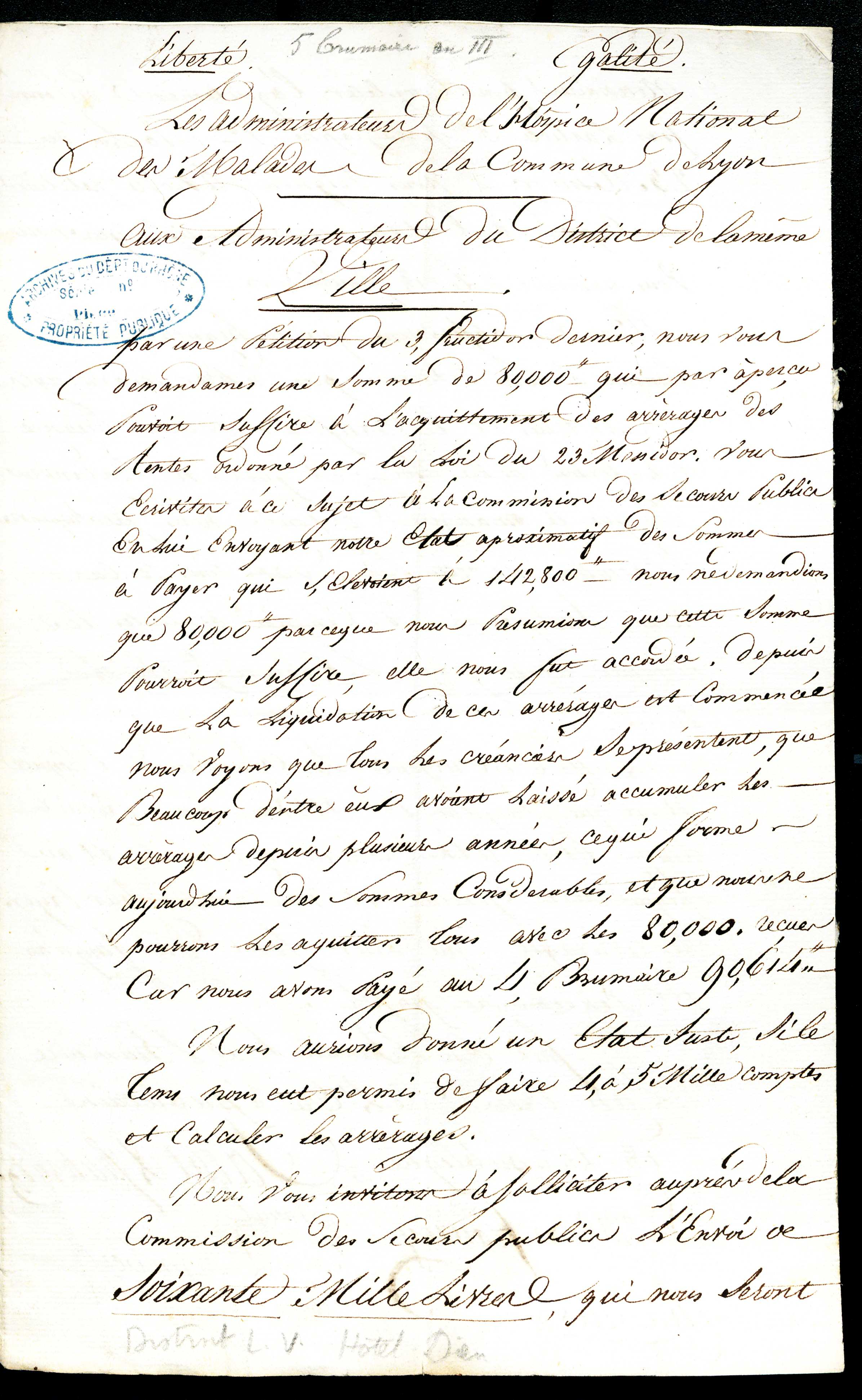
Lettre sur la situation de l'Hôpital général de Lyon, 26 octobre 1794

Cette dénomination d'« Hospices » est voulue par les autorités révolutionnaires qui débaptisent tous les hôpitaux de France pour supprimer toute référence à la religion et à l'Ancien Régime. Ainsi, l'Hôtel-Dieu a été nommé l'« hospice général des malades » et la Charité l'« hospice des vieillards et orphelins ».
Par manque d'argent, les Hospices civils de Lyon restent dans des situations très précaires, ne pouvant souvent assurer les besoins de base auprès des nécessiteux. Le Premier Consul est sollicité sur le sujet lors de son passage à Lyon le 13 messidor an VIII ; il permet alors que la commune de Lyon puisse rétablir les octrois afin de disposer d'une ressource stable et suffisante, par la loi du 5 fructidor an VIII,.

### Création définitive des Hospices civils de Lyon
Toutefois, l'organisation issue des lois révolutionnaires ne permettait pas de faire fonctionner correctement un tel ensemble, et il fallait le réformer pour établir une structure plus solide. Le ministre Jean-Antoine Chaptal fut sollicité sur la question lors de son passage à Lyon le 7 janvier 1802. Il promulgue l'arrêté du 28 nivôse an X, qui met fin aux fonctions de l'ancienne administration et établit une nouvelle organisation, celle-ci étant enfin capable de développer convenablement l'institution,.

## XIXesiècle
Au cours du XIXe siècle, l'hôpital est une institution très traditionaliste dans son fonctionnement, avec une élite bourgeoise qui maintient un fonctionnement quasi monacal et militaire dans les établissements de santé sous leur autorité. Durant la Restauration, les administrateurs sont surnommés les « notables à 1000 F ». Ce n'est qu'à partir des années 1880 que le fonctionnement interne évolue pour s'aligner sur la société environnante. 
Au XIXe siècle, le patrimoine hospitalier des hospices civils s'accroit considérablement, par construction ou rattachement en divers points de la cité. 

### Évolution institutionnelle

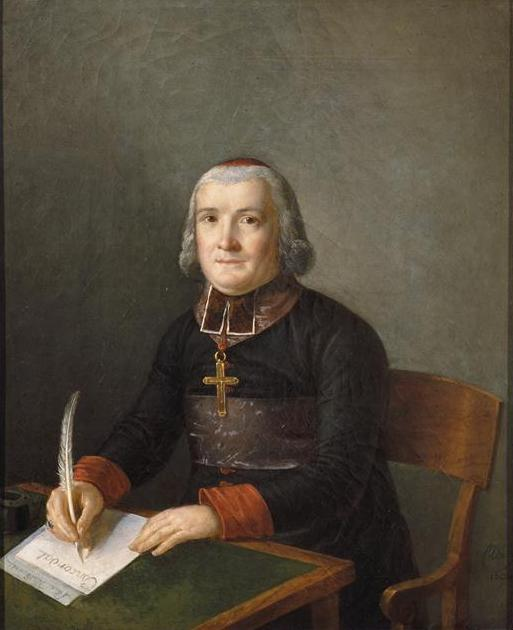
Joseph Fesch, cardinal de Lyon, premier président religieux des Hospices civils de Lyon. tableau de Antoine-Claude Fleury, 1807, Musée de la maison Bonaparte, Ajaccio.

Les Hospices civils de Lyon sont un organisme en grande partie indépendant, et jaloux de cette indépendance. Durant tout le XIXe siècle, les administrateurs cherchent à être libres de gérer l'institution comme ils le souhaitent, ce qu'ils parviennent en grande partie. Ils parviennent également à développer les Hospices civils, notamment en obtenant la création d'institutions liées qui les complètent.

#### Évolution du conseil d'administration
Le conseil général d'administration instauré par Chaptal en janvier 1802 est composé du préfet, des trois maires de la ville de Lyon, et de quinze citoyens désignés. Ce conseil dans son ensemble délibère, mais seuls cinq personnes, réunies en une « commission spéciale » en son sein forment une commission ayant le pouvoir exécutif, nommés par le préfet ou le ministre de l'Intérieur.
À peine un mois plus tard, le 18 pluviôse an X, le conseil est porté à vingt personnes et le président devient élu par ses membres. Le premier président est Jean-François Vitet, vice-président du tribunal d'appel. 
Les Hospices civils de Lyon, malgré la mainmise théorique des organes publics sur le monde de l'hôpital, restent dirigés par les notables locaux. En effet, les subsides municipaux sont largement insuffisants pour faire vivre une telle institution et ce sont les dons et legs qui la font fonctionner. De même, la direction est en théorie sous le contrôle du ministère et de la préfecture, mais la nomination des administrateurs se fait sur une liste fournie par le collège des administrateurs eux-mêmes, qui pratiquent donc une large cooptation. Jusqu'en 1830, ce sont largement des anciennes élites (nobles, négociants, industriels, gens de justice ou grands propriétaires) qui siègent au conseil d'administration, et une telle place est encore une voie obligée pour accéder aux plus hautes fonctions municipales.
En 1805, une nouvelle réforme impose la nomination des vingt membres par le ministre de l'Intérieur, pour cinq ans, l'assemblée étant renouvelée par cinquième chaque année.
Une ordonnance hospitalière du 31 octobre 1821 retreint considérablement l'effectif du conseil d'administration, portant leur nombre à cinq seulement. De vives protestations s'élèvent, critiquant les difficultés pour un si petit nombre de conseillers de remplir l'ensemble de leurs charges. Le conseil du roi prend rapidement en compte l'émotion et revient par l'ordonnance du 11 décembre 1822 à un collège de vingt membres. Toutefois, il donne la présidence de l'institution à l'archevêque de Lyon, alors Joseph Fesch, et en son absence, au maire.
En 1830, la monarchie de Juillet instaure un pouvoir plus centralisateur en France et à Lyon, qui suscite de vives réticences au sein de l'administration des Hospices civils de Lyon. Malgré des tentatives de la part des représentants du roi de prendre en main l'institution, celle-ci reste toutefois largement indépendante. La révolution de Juillet entraîne également une modification du collège des administrateurs, qui perd progressivement ces personnalités civiles pour se peupler de médecins. Les nouveaux entrants sont plus libérauxet cette évolution entraîne également un amoindrissement des liens entre le conseil d'administration et les organes de pouvoir locaux, mairie, conseil général et préfecture. 
L'ordonnance du 30 juin 1845 restitue la présidence au maire, qui est alors « président-né », sans que cela n'empêche l'élection d'un président au sein du conseil d'administration. Ce dernier passe alors à 25 membres. 
Par une réforme de 1852, les nouveaux membres ne sont plus présentés au ministère de l'Intérieur par le maire, mais sont nommés directement par le préfet.

#### Développement institutionnel
Les administrateurs développent les Hospices civils en établissant ou faisant établir des institutions qui complètent leurs hôpitaux. 
En 1821, après l'avoir réclamé depuis 1808, les Hospices civils de Lyon obtiennent la création d'une école secondaire de médecine en 1821. Cette école est complètement la chose du conseil d'administration, puisque ce dernier, lors de la nomination des trois premiers professeurs, les nomme sans prendre avis du jury constitué pour évaluer les candidats, ou même contre son avis. Les trois premiers nommés sont Richard de la Prade, Sénac et Moutain. Le conseil d'administration constate rapidement l'indépendance de fonctionnement des médecins vis-à-vis de lui, et commence par déléguer un des siens chef de l'école, en 1823, puis par un administrateur spécifiquement rattaché.

### Actions du conseil général d'administration
Le conseil d'administration des Hospices civils de Lyon dispose, contrairement à celui de la plupart des autres villes françaises de l'époque, d'une très large autonomie dans sa politique, que ce soit sa politique de santé ou sa politique immobilière. Cette autonomie est possible grâce à une large indépendance financière et à l'importance sociale des personnes qui sont nommées en son sein. Jusqu'à la fin du siècle, la municipalité comme l’État ne pourront pas fortement influencer l'institution. 

#### Politique financière
Les Hospices civils de Lyon disposent d'un budget propre leur permettant de subvenir à une grande partie de leurs besoins. Les premiers temps de son existence sont difficiles, les budgets de la période post-révolutionnaires étant largement déséquilibrés. La mairie aide l'institution régulièrement, jusqu'à ce qu'elle parvienne, aux alentours des années 1840, à atteindre peu ou prou l'équilibre sans cette tutelle locale.
Cette situation se maintient jusqu'à la fin du siècle, au prix de ventes régulières de terrain pour combler les déficits.

##### Évolution de fin de siècle et début de la perte d'autonomie
Sur la fin du siècle, l'institution commence à éprouver des difficultés financières. Sous la présidence de Hermann Sabran, elle sollicite la mairie de la ville pour, en application de la loi sur l'assistance médicale aux indigents de 1893, que la mairie rembourse les frais d'hospitalisation des malades lyonnais. Antoine Gailleton refuse, estimant que les Hospices disposent de revenus suffisants, et renvoyant cette charge au département.

#### Politique foncière
Les Hospices civils de Lyon disposent dès le départ d'un patrimoine foncier important, qui s’accroît grâce à de nombreuses donations, et qui lui permettent de disposer d'une large autonomie financière. Ces terrains et bâtiments sont gérés dans une optique de long terme et jouent un grand rôle dans l'évolution urbaine de Lyon. 

##### Des débuts aux années 1825 - Le plan Morand
Entre 1780 et 1825, la politique urbaine de Lyon est largement influencée par les plans de Jean-Antoine Morand qui projette avant la Révolution l'urbanisation de la rive gauche du Rhône, sur la commune de la Guillotière, par la création novatrice de grandes masses urbaines pénétrée de voies très larges pour l'époque. Les Hospices civils de Lyon ayant de grands terrains sur cette zone, ils vont profiter de cette urbanisation pour gérer au mieux leurs biens. Avant toute urbanisation, les hospices civils de Lyon louent leurs terrains à des fermiers par grands secteurs homogènes, libre au locataire de sous-louer ensuite des parties de son lot. L'institution poursuit ensuite cette pratique lorsque des promoteurs leur proposent de lotir leurs terrains. Ils louent de grandes masses qui permettent aux constructeurs de faire ce qu'ils veulent sans que les hospices ne leur imposent quoi que ce soit en termes d'urbanisation. Cette pratique, qui disparaît progressivement à partir de 1850, fixe le parcellaire pour longtemps.
Durant leurs nombreuses opérations immobilières, les administrateurs des Hospices civils de Lyon accordent des rabais pour permettre l'édification d'église, au sein ou près de leurs immeubles. Ils soutiennent ainsi l'apparition des églises de Saint-Pothin en 1841, de l'Immaculée Conception et de la Rédemption en 1868.

### Patrimoine hospitalier et nouveaux hôpitaux
Au cours du XIXe siècle, de nombreuses institutions viennent agrandir les Hospices civils de Lyon. Les deux institutions initiales se partagent les rôles de la santé publique, l'Hôtel-Dieu soignant les malades et l'Hôpital de la Charité accueillant les vieillards, les enfants abandonnés, les filles enceintes et les vagabonds.
La première institution, en 1841, à rejoindre les Hospices civils de Lyon est l’hospice d’incurables du Perron (qui devient l'hôpital Jules-Courmont en 1946 puis le centre hospitalier Lyon Sud par regroupement avec l'hôpital Sainte-Eugénie)
Il est rapidement suivi en 1845 par l’hôpital de l'Antiquaille, qui est alors consacré aux incurables, aliénés, et tous ceux qu'il faut interner ;  mais qui contient également une maison de travail pour ex-prostituées, alors dénommées « magdeleines ».
En 1861, l’hôpital de la Croix-Rousse, dont la construction est décidée dès la réunion du la commune de la Croix-Rousse à celle de Lyon en 1852, s'insère dans l'ensemble. Destiné à accueillir essentiellement des patients du quartier, et donc des canuts, son règlement y interdit toute une série de malades, qui sont renvoyés dans les hôpitaux de centre ville.
En 1867, c'est au tour de l’asile Sainte-Eugénie (qui devient l'hôpital Sainte-Eugénie, puis une partie du centre hospitalier Lyon Sud).
En 1892, l’Hôpital Renée-Sabran est construit à Hyères dans le Var.

### Réalisations médicales et personnalités particulières
Durant le XIXe siècle, les établissements des Hospices civils de Lyon voient la mise au point de nombreuses découvertes ou évolutions médicales, et accueillent d'illustres médecins.
Pour développer le rôle d'enseignement des Hospices civils, le conseil d'administration demande dès 1808 la création d'une école secondaire de médecine, qui n'est accordée qu'en 1821.

#### Principaux médecins
Les principaux médecins ayant officié à Lyon à cette époque sont : 
- Claude-Antoine Bouchet
- Joseph Gensoul
- Amédée Bonnet
- Jean-François Reybard
- Charles-Gabriel Pravaz
- Joseph Pétrequin
- Léopold Ollier
- Daniel Mollière
- Antonin Poncet
- Mathieu Jaboulay

## XXesiècle
Les hospices civils de Lyon évoluent considérablement durant le XXe siècle. Ils perdent progressivement leur indépendance et grandissent considérablement.

### Histoire institutionnelle
Après une première décennie financièrement difficile, l'histoire de l'institution bascule avec le premier conflit mondial.

#### La Première Guerre mondiale
Les Hospices civils de Lyon ont été particulièrement impliqués lors du premier conflit mondial. Mais l'une des conséquences les plus graves à long terme est le moratoire sur le versement des loyers, qui assèche complètement ses finances. Contraint de s'endetter considérablement, les administrateurs sont forcés de négocier avec la mairie et de perdre leur indépendance.

#### L'entre-deux-guerres
Par une loi du 20 juin 1920, l'État fixe les nouvelles règles de désignation des administrateurs. Le conseil est composé de trente membres, vingt nommés par le préfet et dix par le conseil municipal. Le maire de Lyon est le trente-et-unième membre et président de droit. Le premier de ces présidents, Édouard Herriot, décide avant même 1920 de bâtir un nouvel hôpital moderne à Grange Blanche, imaginé par Tony Garnier, qui ouvre ses portes en 1935. Ce nouvel hôpital remplace celui de la Charité, détruit pour construire l'Hôtel des Postes.

#### Après 1945
En 1992, pour améliorer l'efficacité de sa gestion, le conseil d'administration décide du regroupement des activités médicales en trois pôles d'activités regroupés au sud, à l'est et au nord de l'agglomération.
À la suite de cette décision, le président et maire de Lyon Michel Noir lance un plan de longue haleine visant à renforcer chacun des pôles autour de leurs spécialités. C'est dans le cadre de ce plan que l'hôpital Debrousse est fermé et ses activités transférées à l'hôpital Femme-Mère-Enfant ; que l'Antiquaille reporte les siennes à la Croix-Rousse et que l'Hôtel-Dieu est fermé.
Depuis plusieurs décennies, le budget de l'institution présente un déséquilibre permanent, dont l'accumulation aboutit en 2008 à une dette de huit cents millions d'euros pour un déficit de cent douze millions d'euros.

### Patrimoine hospitalier
En 1901, l’hôpital gériatrique Pierre-Garraud est fondé (d’abord dénommé hôpital des Invalides du travail).
En 1907, l’hôpital Debrousse est donné par sa fondatrice Mme Debrousse à l'Assistance publique de Paris. Ceux-ci en confient la gestion aux Hospices civils de Lyon. En 1909, l'établissement accueille plus de deux cents personnes âgées des deux sexes. En 1918, il est transformé en hôpital pour enfants
C'est durant le premier conflit mondial que naît l’hôpital gériatrique du Val-d’Azergues (1915).
L’hôpital de la Charité est détruit en 1934, laissant la place à l’hôtel de La Poste. Aujourd’hui, il ne reste de l’hôpital que le clocher, place Antonin-Poncet.
L’essor des Hospices civils de Lyon se poursuit avec l’ouverture de l'hôpital des Charpennes (1933), de l'hôpital Édouard-Herriot (1935) et de la fondation Mangini-Gensoul.
Durant les années 1960 et 1970, plusieurs hôpitaux rejoignent l'ensemble hospitalier : la clinique Claude-Bernard (1971), l'hôpital Henry-Gabrielle (1969), l'hôpital neurologique Pierre-Wertheimer (1962) et l'hôpital cardiologique Louis-Pradel (1970). Une autre structure pour personnes âgées vient grossir l'offre de soins des HCL avec l'hôpital gériatrique Antoine-Charial (1978).
Au début du XXIe siècle, des restructurations importantes sont menées afin de créer des structures hospitalières rénovées et modernisées correspondant aux nouvelles attentes des patients et intégrant les dernières évolutions technologiques en particulier. Des ventes (la clinique Claude-Bernard, l'hôpital de l'Antiquaille, et l'hôpital  Debrousse) et des fermetures d'établissements (la fondation Mangini-Gensoul) se succèdent pour laisser place à de nouvelles constructions, en particulier l'hôpital Femme-Mère-Enfant.

## XXIesiècle

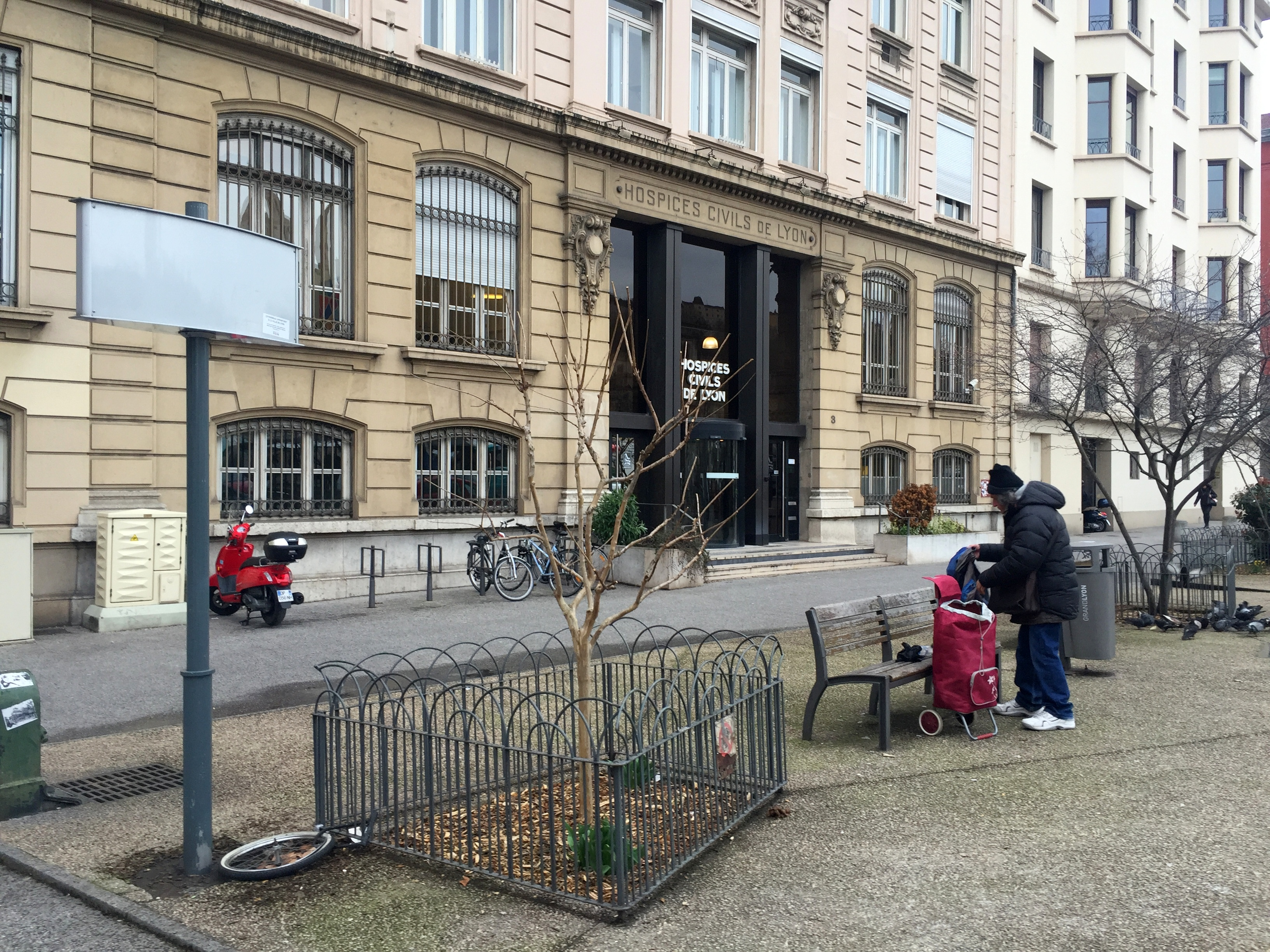
siège des HCL.

Durant les années 2010, les Hospices civils de Lyon mènent une politique d'amélioration de la performance pour maintenir leur place au sein du système de soin de la ville de Lyon et de la région.

### Action du conseil général d'administration
En 2008, les Hospices civils de Lyon sont en déficit de 94 millions d'euros pour un budget global de 1,6 milliard d'euros. Cette difficulté budgétaire s'explique alors par des investissements considérables, l'application rapide de la tarification à l'activité et la réduction des aides du ministère de la santé. 
Un plan d'action nommé Cap 2013 est monté et ce déficit est réduit à 17,5 millions d'euros en 2013. 
|                     | 2008 | 2009 | 2010 | 2011 | 2012 | 2013 |
| ------------------- | ---- | ---- | ---- | ---- | ---- | ---- |
| en millions d'euros | 94   | 77   | 55   | 37   | 21.6 | 17.5 |

Cet effort est poursuivi par le plan suivant : Horizon 2017. Ce dernier plan s'articule autour de quatre axes principaux : l'ouverture sur la médecine de ville, la simplification des parcours de soin, l'innovation dans la recherche et les soins et la performance dans le fonctionnement médico-économique,.
Le nouveau plan d'action Horizon 2017 n'a pas pour seul but de réduire les déficits, mais également de réformer les hôpitaux publics pour qu'ils puissent soutenir la concurrence du secteur privé, qui profite du départ de nombreux établissements de centre ville (Hôtel-Dieu, Debrousse et Antiquaille). Il est mis en œuvre au travers de 80 projets, regroupés dans quatre domaines : le projet médical (gériatrie, cancérologie, cardiologie et recherche), le parcours du patient, les fonctions transversales (blanchisserie, stérilisation, facturation...) et le management des ressources humaines.
Au cours des années 2010, l'établissement perd environ cent emplois par an, par non remplacement de départs ou de fin de contrats.

### Situation médicale
L'activité médicale des Hospices civils de Lyon progresse durant les années 2010. L'activité globale augmente ainsi de 1,7% entre 2012 et 2013, notamment grâce à la forte progression de l'hospitalisation de jour et des séances (+ 3,4%). Les secteurs en léger recul sont les consultations et les actes externes.

### Patrimoine hospitalier
Durant les années 2000, un plan de modernisation est lancé pour rénover plusieurs hôpitaux vieillissant. Ces principaux travaux touchent l’Hôpital de la Croix-Rousse, la création de l'hôpital Femme-Mère-Enfant et l'ouverture du pavillon médical du Centre hospitalier Lyon Sud.
En 2008, l'activité de l'Hôpital Debrousse est transféré à l'Hôpital Femme-Mère-Enfant, et l'établissement est fermé.
Durant les années 2010 un plan de rénovation important est lancé, pour un total de 987 millions d'euros sur dix ans.
L'opération principale est la rénovation de l'hôpital Édouard-Herriot, avec la construction d'un nouveau pavillon central qui regroupe des plateaux techniques et des blocs opératoires. Ces travaux coûtent 120 millions d'euros, abondés à parts égales par l'État, les collectivités locales (ville de Lyon et métropole de Lyon) et des HCL. 
Une autre opération est la mise aux normes incendie et la construction d'un nouveau bâtiment à l'hôpital cardiologique Louis-Pradel, qui comprend trois unités d'hospitalisation et une activité ambulatoire. Ces travaux représentent un budget de 77,5 millions d'euros, dont 55 apportés par l'État.
Enfin, il est prévu sur cette période la rénovation des urgences ou de l'accueil des grands brûlés.
L'unité centrale de production alimentaire des Hospices civils de Lyon (UCPA) est un service centralisé de production alimentaire desservant l'ensemble des hôpitaux du CHU de Lyon.
Situé à Saint-Priest sur des terrains acquis spécifiquement pour sa construction, il constitue l'un des premiers éléments d'une zone de production au service des HCL (stérilisation, boulangerie). Mis en service en 2010 à la suite de la fermeture des cuisines des hôpitaux de la Croix-Rousse et d'Édouard-Herriot, il produit 15 000 repas par jour. Lors de sa création, l'UCPA est la plus grande cuisine hospitalière de France.  Ce regroupement a permis une baisse du coût des repas de 2,29 € à 2,14 €.